# Pile, Dubrovnik
Pile je zahodni predel mesta Dubrovnik.
Zahodno od mestnega obzidja ima cela mestna četrt ime po mestnih vratih Pile. Pred samimi mestnimi vrati je predel Brsalje, ki je danes važno prometno križišče. Zahodno od trdnjave Lovrijenac na Pilah je najstarejče dubrovniško  pristanišče Kolorina. Poleg Pil je velik park Gradac, od koder se odpira  izreden razgled na mesto in odprto morje.